# Chevry-sous-le-Bignon
Chevry-sous-le-Bignon település Franciaországban, Loiret megyében. Lakosainak száma 228 fő (2022. január 1.). Chevry-sous-le-Bignon Égreville, Le Bignon-Mirabeau, Chevannes és Pers-en-Gâtinais községekkel határos.

## Népesség
A település népességének változása:
| Lakosok száma | 172  | 122  | 171  | 224  | 230  | 227  | 226  | 223  | 225  | 228  |
|               | 1968 | 1982 | 1990 | 2006 | 2013 | 2015 | 2017 | 2019 | 2020 | 2022 |